# 陈培忠 (外交官)
陈培忠（？年—），男，中华人民共和国外交官，现任中华人民共和国驻巴士拉总领事。

## 生平
陈培忠曾任驻瑞士大使馆政务参赞，后兼首席馆员，并升公使衔参赞。2024年10月，出任中华人民共和国驻巴士拉总领事。